# Программа подготовки презентаций

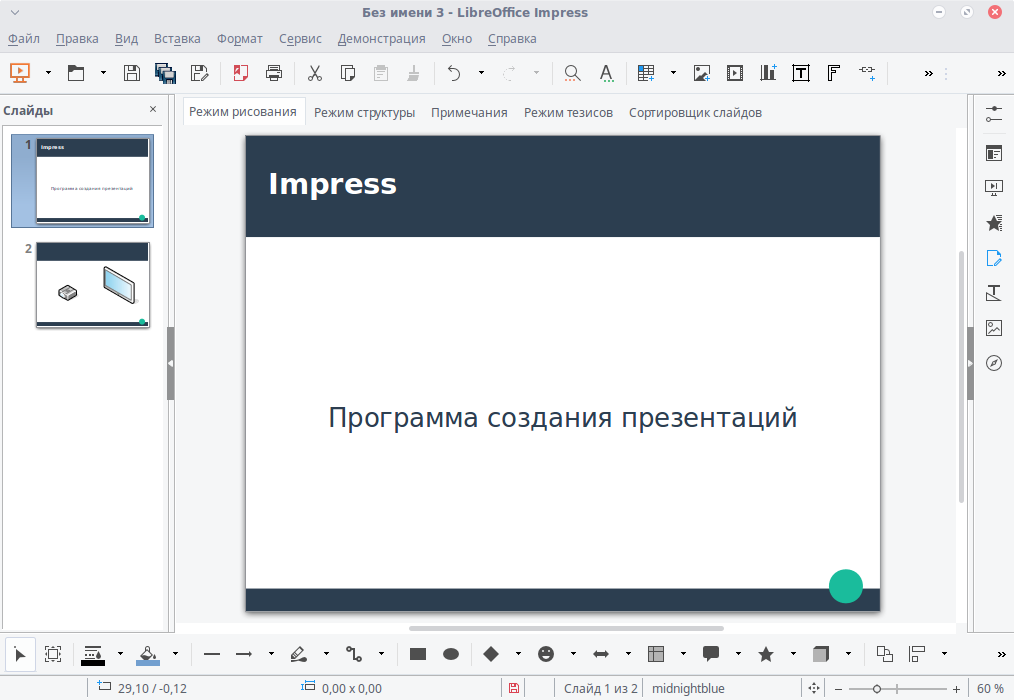
LibreOffice Impress

Программа подготовки презентаций — компьютерная программа, используемая для создания, редактирования и показа презентаций на проекторе или большом экране.
Программы подготовки презентаций позволяют создавать слайды (кадры) презентации и наполнять их содержимым, настраивать внешний вид презентации и возможные визуальные эффекты. Создаваемая презентация может включать в себя элементы интерактивности, такие как кнопки для перемещения между слайдами и ссылки на веб-страницы.
Современные программы для создания мультимедийных презентаций позволяют использовать в презентации не только текстовые и графические изображения, но и аудио- и видеоэлементы.